# Видео ревю
Видео ревю (Video review) е формат за представяне на продукти, чрез видео заснемане с основна цел по-лесно възприятие от страна на потребителя чрез използване на всички форми на комуникация възприемани от човека: вербална, невербална и паравербална. При направата на видео ревюто, продукта, обект на ревюто се заснема по определен сценарий, като се набляга на визията или начина на работа на определени елементи или компоненти на продукта, чието текстово описание би било сложно и дълго. Впоследствие или едновременно със заснемането, презентатор разказва за най-интересните черти, спецификации или финкции на продукта. Видео ревюто е основен начин за представяне на елементите от дизайна на продуктите.

## История
Видео ревютата датират от ранните години на телевизията, но тогава продукцията и излъчването са били скъпи и повечето производители са наблягали на формата рекламен клип. Впоследствие, с появата на Интернет и развитието на цифровите технологии видео ревюто претърпява силно развитие. Основните причина за това е факта, че рекламните клипове са скъпи, а ефекта от тях постепенно затихва, защото у зрителите се появява филтър към рекламните съобщения и доверието към тях спада значително.

## Настояще
С развитието на смартфоните и платформите за видео споделяне като YouTube и Facebook, видео ревюто преживява още по бурно развитие със сродната си форма потребителско видео ревю, което започва да има още по-голяма сила от професионалните ревюта, защото потребителите говорят на един език и представят по много натурален начин продуктите, поради което, получават много по-голяма доза доверие от аудиторията. Естествено професионалистите бързо разбират това и започват да приобщават видео блогърите към своите компании.